# 三和交通 (沖縄県)
三和交通株式会社（さんわこうつう）は、沖縄県でタクシー営業などを行う企業である。所有台数は285台で1企業の台数としては県内一を誇る。
横浜・名古屋・宮崎などに同名の会社が存在するが、資本・人的ともに全く関係はない。
映画「釣りバカ日誌」で同社のタクシーが使われたシーンがあることで知られる。

## 営業所
- 本社
- 古波蔵営業所
- 城間営業所
- 天久営業所
- 繁多川営業所
- 大道営業所

城間営業所のみ浦添市、他の営業所は那覇市にある。

## グループ会社
- 三ツ星タクシー（那覇市三原）
- 寿タクシー（那覇市三原）

グループ3社で「三和交通無線」を運営している。車両数285両は沖縄県内で第2位（1位は沖東交通グループの355台）。
かつては大和交通も所属していたが、2015年3月に沖東交通グループへ移籍。

## その他
- 小型車両はグループ4社全てで日産車（クルー・キャラバンコーチ）に統一したが、生産停止後はトヨタ車（プリウス・コンフォート・クラウンコンフォート・クラウンセダン・シエンタ（初代モデル）・ハイエースワゴン・アルファード）も用いられている。
- JALマイレージバンクに参加している。
- 1980年代末期～1990年代にラジオ沖縄が日曜深夜（月曜早朝）を除く毎日深夜（早朝）3:00～4:00に1社提供で歌謡番組を放送していた。また沖縄テレビでも月曜夜7時台のローカル枠の番組のスポンサーの一つだった（現在は不明、同時間枠がフジテレビ系のスペシャルに組まれたときはそのまま同時間枠のスポンサーとなる）。